# Воскресенка (Асино)
Воскресенка  — микрорайон (посёлок) в городе Асино, административном центре Асиновского района Томской области России. Находится на территории Асиновского городского поселения. До упразднения и включения в черту города — село.

## География
Воскресенка расположена на берегу реки Тихая Курья, при автодороге 69К-3 и граничит с деревней Феоктистовка Асиновского района.

## История
До включения в черту города — село.
Осенью 1937 года создан Том Асинлаг, в 1938 году в лагере находилось почти 11000 человек. Смертность среди осужденных была огромной. По словам очевидцев, умерших хоронили в районе с. Воскресенка, здесь же проводились и массовые расстрелы.

## Инфраструктура
Личное подсобное хозяйство с зоной сельскохозяйственного использования, индивидуальная застройка усадебного типа.
Воскресенское кладбище — в 1937 — начале 1940-х — лагерное кладбище Асинского ОЛПа Томасинлага, в 1940-е — 1950-е — место захоронения спецпоселенцев (литовцев, эстонцев, немцев). В настоящее время кладбище заброшено, бо́льшая часть захоронений ушла под застройку и огороды. Останки литовских спецпоселенцев из нескольких могил вывезены родственниками на родину, на их месте установлены металлические кресты.

## Достопримечательности
На территории Воскресенского кладбища 12.06.1990 открыт памятник жертвам сталинского режима (автор Юрий Журавков). Памятник представляет собой прямоугольную бетонную плиту с памятной доской в центре. На ней надпись «Жертвам сталинских репрессий 30 — 40 г.г. и начала 50-х годов. Уже страданьям Вашим не найти ни меры, ни названья, ни сравненья. О. Берггольц».

## Транспорт
Остановка общественного транспорта «Воскресенка».